# ジャン＝ピエール・リモザン
ジャン＝ピエール・リモザン（Jean-Pierre Limosin、1949年 ヴァル＝ドワーズ県 - ）は、フランスの映画監督、脚本家、俳優、編集技師である。

## フィルモグラフィ
- 逃げ口上 Faux-fuyants　1982年　共同監督アラン・ベルガラ　主演オリヴィエ・ペリエ（英語版）
- 夜の天使 Gardien de la nuit　1986年　監督・脚本　出演ジャン＝フィリップ・エコフェ、ヴァンサン・ペレーズ
- 天使の接吻 L'Autre Nuit　1988年　監督・脚本・出演　主演ジュリー・デルピー
- ドキュメント・キアロスタミの世界 Abbas Kiarostami, vérités et songe　1993年　監督・脚本・出演　出演アッバス・キアロスタミ
- Alain Cavalier, 7 chapitres, 5 jours 2 pieces-cuisine　1995年　監督・脚本　主演アラン・カヴァリエ
- TOKYO EYES Tokyo Eyes　1998年　監督・脚本　共同脚本坂元裕二、出演武田真治、吉川ひなの、杉本哲太、大杉漣
- Takeshi Kitano l'imprevisible　1999年　監督・脚本　出演北野武、蓮實重彦
- NOVO / ノボ Novo　2002年　監督・脚本　脚本クリストフ・オノレ、出演エドゥアルド・ノリエガ、アナ・ムグラリス、ナタリー・リシャール
- Carmen　テレビ映画　2007年　監督・脚本　撮影カロリーヌ・シャンプティエ
- Young Yakuza　2008年　監督・脚本